# Badminton bei den Juegos Bolivarianos
 Badminton wurde bei den Juegos Bolivarianos erstmals 2009 gespielt. Auch 2013, 2017 und 2022 gehörten Badmintonwettbewerbe zum Programm der Spiele.

## Die Sieger
| Jahr | Herreneinzel       | Dameneinzel    | Herrendoppel                      | Damendoppel                           | Mixed                              | Team           |
| ---- | ------------------ | -------------- | --------------------------------- | ------------------------------------- | ---------------------------------- | -------------- |
| 2009 | Antonio de Vinatea | Claudia Rivero | Mario Cuba Bruno Monteverde       | Katherine Winder Alejandra Monteverde | Antonio de Vinatea Claudia Rivero  | Peru           |
| 2013 | Rodolfo Ramírez    | Daniela Macías | Heymard Humblers Lesvin Marroquín | Luz María Zornoza Katherine Winder    | Andrés Corpancho Luz María Zornoza | Peru           |
| 2017 | Rodolfo Ramírez    | Daniela Macías | Jonathan Solís Rodolfo Ramírez    | Dánica Nishimura Daniela Macías       | Mario Cuba Daniela Macías          | Guatemala      |
| 2022 | Uriel Canjura      | Inés Castillo  | Diego Mini José Guevara           | Inés Castillo Paula La Torre          | José Guevara Inés Castillo         | Peru           |
| 2024 | ohne Badminton     | ohne Badminton | ohne Badminton                    | ohne Badminton                        | ohne Badminton                     | ohne Badminton |